# Ponalská cesta

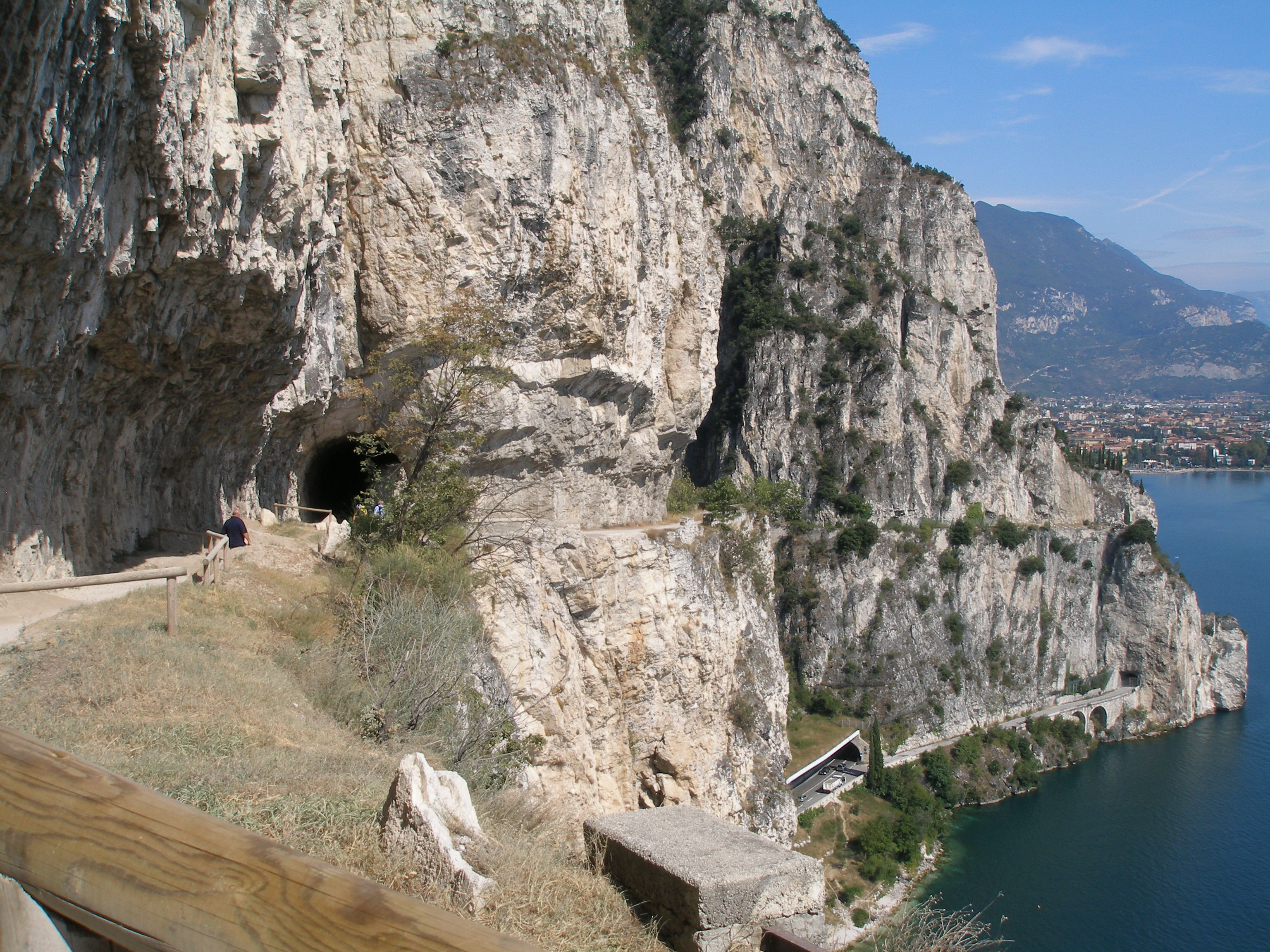
Úsek vytesaný do skal nad Gardským jezerem

Ponalská cesta (italsky Strada del Ponale) je stará silnice, spojující Ledrenské jezero s Rivou del Garda a pojmenovaná podle říčky Ponale jejímž údolím zčásti vede.
Byla vybudována v polovině 19. století a silniční dopravě sloužila do roku 1992. Od roku 2004 je využita  hojně jako cyklostezka a cesta pro pěší využívaná četnými turisty.

## Popis díla
Výstavba silnice začala 1. února 1848 a byla zakončena 3. ledna 1851. U zrodu cesty stál zámožný obchodník z obce Tiarno di Sotto, Giacomo Cis. Cis věnoval velkou část svého života podpoře tohoto díla, které by zbavilo Ledrenské údolí odvěké izolace, způsobené nepřítomností vozových cest.Tedy problémem, který Cis vnímal jako překážku pro své obchodní aktivity.
Celková délka silnice činí 33 kilometrů, z nichž první byly nejnáročnější pro výstavbu, protože jsou vydlabány ve skalních stěnách hory Monte Oro. Cis vybudoval rovněž tři tunely pro zpřístupnění tohoto tahu.
V roce 1891 byla silnice poprvé využita soukromými automobily, od roku 1911 ji pravidelně používala rovněž poštovní auta.
Během první světové války byla silnice kontrolována ženijním vojskem, což vedlo ke změnám, mimo jiné k vybudování dalších tunelů. Během let silnice prošla dalšími úpravami a vylepšeními, nejen v podobě výstavby dalších tunelů.
Po mnohá léta silnice plně vyhovovala všem požadavkům dopravy, ačkoliv byla velmi úzká a s mnoha zatáčkami. V roce 1981 byly zahájeny práce na projektu alternativní trasy, z velké části v tunelu. Ta byla zprovozněna v roce 1992.
Po výstavbě nového tunelu byl úsek Ponalské cesty mezi jeho horním ústím a Rivou vyřazen a uzavřen pro dopravu. Po létech zanedbávání a opuštěnosti začala 14. července 2004 cesta žít svůj druhý život poté, co byla změněna v horskou stezku otevřenou pro jízdní kola a chodce.

## Cyklostezka
V současnosti se Ponalská cesta stala, díky velkolepé vyhlídce na Gardské jezero, velmi ceněnou trasou pro mnohé milovníky horských kol. 
Cyklistická trasa opouští Rivu del Garda po státní silnici do Brescie. Poté, co tato opustila Rivu, se vpravo nachází začátek samotné skutečné Ponalské cesty s nedlážděným, ale udržovaným povrchem. Odtud pokračuje ve stálém a nikoli přemrštěně příkrém stoupání, směrem k Ledrenskému jezeru mezi velkolepými výhledy na Gardské jezero. Po příjezdu do Molina di Ledro je možno pokračovat až k jezeru.
Alternativně lze z Molina di Ledro pokračovat po značené cestě do Pregasiny, která nabízí další výhled na jezero.